# Pennington (britische Fahrzeugmarke)

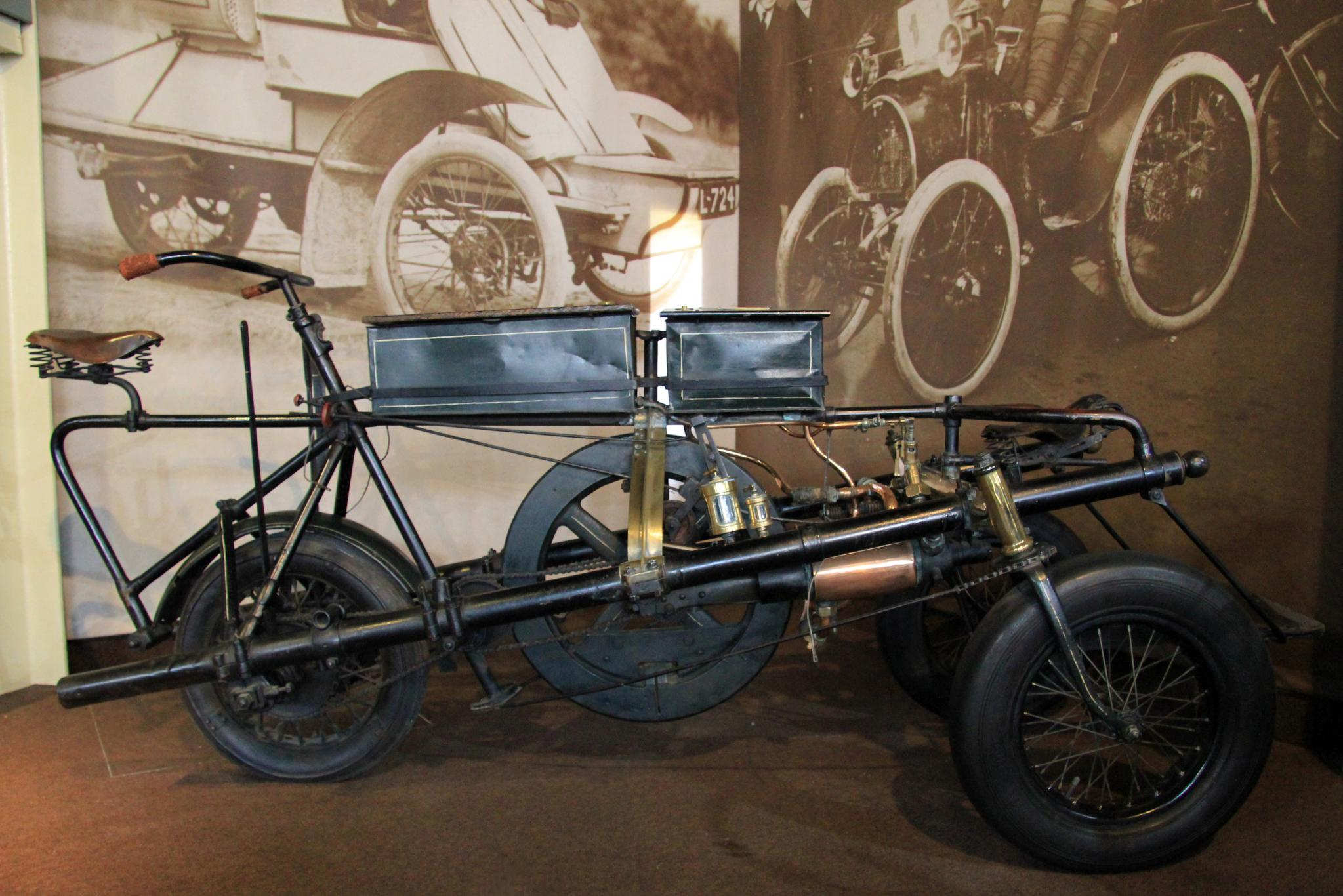
Pennington Autocar von 1896 im National Motor Museum in Beaulieu.

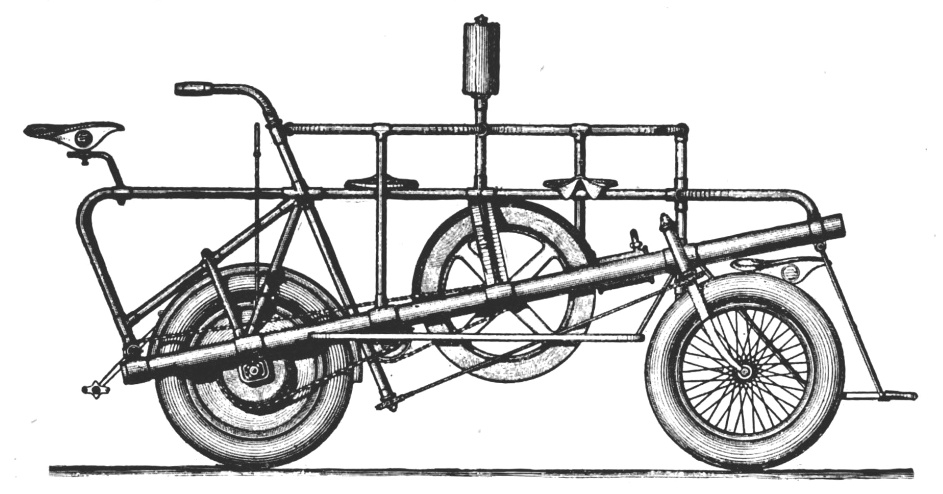
Pennington Autocar (1896)

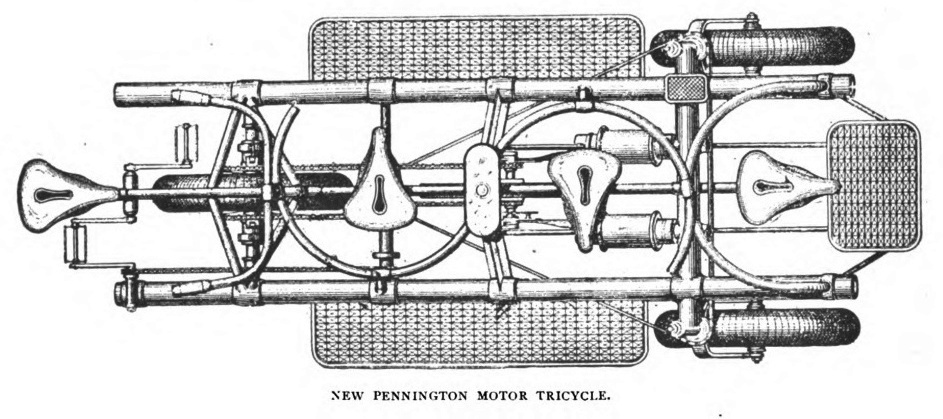
Pennington Autocar (1896, Ansicht von oben)

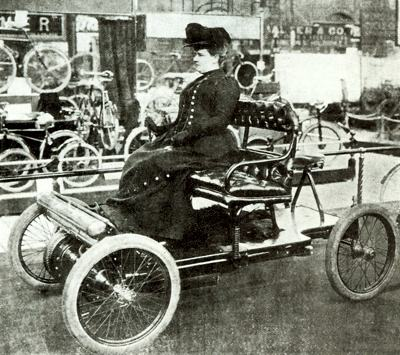
Pennington Raft Victoria von 1898

Pennington war eine britische Fahrzeugmarke. Vorher und nachher gab es in den USA die gleichnamige Fahrzeugmarke Pennington.

## Markengeschichte
Namensgeber war Edward Joel Pennington. Er stammte ursprünglich aus den USA und kam im November 1895 nach England. Er traf auf Henry John Lawson.

## Chronologische Abfolge
Zusammen mit Lawson betrieb er von 1896 bis 1897 die Great Horseless Carriage Company in Coventry. Dieses Unternehmen stellte übrigens ab 1897 auch Fahrzeuge der Marke MMC her und wurde später mehrfach umbenannt. In dieser Zeit produzierten sie fünf Fahrzeuge vom Typ Pennington Autocar.
William Baines war der Verkaufsagent für diese Fahrzeuge in London. Zwischen 1898 und 1899 betrieben Pennington und Baines das Unternehmen Pennington & Baines in London. Das einzige Modell war der Pennington Raft Victoria. Eines erhielt eine Karosserie von Stirling’s Motor Carriages und wurde gelegentlich Stirling-Pennington genannt. Nach eigenen Angaben lagen 400 Aufträge vor. Potenzielle Käufer hatten Anzahlungen geleistet und warteten auf die Auslieferung. Als sie den Druck erhöhten, löste Pennington das Unternehmen auf. Insgesamt entstanden drei Fahrzeuge.
Noch 1899 gründete Pennington die Pennington Motor Company in London. Ob dieses Unternehmen irgendetwas herstellte, ist nicht überliefert. Sie wurde im gleichen Jahr wieder aufgelöst.
Pennington wechselte zurück in die USA.

## Fahrzeuge
Das Pennington Autocar von 1896 war ein leichtes dreirädriges Fahrzeug (Tricar) mit vier Sitzplätzen in Form von gefederten Fahrradsätteln. Die zwei vorderen Räder waren gelenkt. Ein kleiner Benzin-Zweizylindermotor trieb das hintere Rad an. Eines dieser Fahrzeuge war für den London–Brighton Emancipation Run im November 1896 angemeldet, konnte allerdings nicht starten.
Ein Fahrzeug vom Typ Autocar ist erhalten geblieben. Es ist im National Motor Museum in Beaulieu im Süden Englands ausgestellt.